# Beechcraft Travel Air
Beechcraft Travel Air, é uma aeronave de dois motores que fora produzida de 1958 até 1968. 